# Saturnia fulvescens
Saturnia fulvescens är en fjärilsart som beskrevs av Schultz. 1909. Saturnia fulvescens ingår i släktet Saturnia och familjen påfågelsspinnare. Inga underarter finns listade.